# Lietuvos Lyga 1925
L'edizione 1925 del Lietuvos Lyga fu la 4ª del massimo campionato di calcio lituano; il titolo fu vinto dal Kovas Kaunas, giunto al suo 2º titolo.

## Formula
Il campionato era formato da tredici squadre divise in tre gironi cittadini. Il girone di Kaunas era formato da quattro squadre che si incontrarono in gare di andata e ritorno per un totale di 6 turni; il girone di Klaipėda era formato da sei squadre che si incontrarono in gare di andata e ritorno per un totale di 10 turni; il girone di Šiauliai era formato da tre squadre che si incontrarono in gare di andata e ritorno per un totale di 4 turni. In tutti e tre i gironi erano assegnati due punti alla vittoria, un punto al pareggio e zero per la sconfitta.
I vincitori dei gironi di Kaunas e Šiauliai si incontrarono in una finale in gara unica che decretò il vincitore del campionato.

## Prima fase

### Gruppo di Kaunas
|  | Pos. | Squadra       | Pt | G | V | N | P | GF | GS | DR |
|  | ---- | ------------- | -- | - | - | - | - | -- | -- | -- |
|  | 1.   | Kovas Kaunas  | 10 | 6 | 5 | 0 | 1 | 13 | 4  | +9 |
|  | 2.   | LFLS Kaunas   | 6  | 6 | 3 | 0 | 3 | 11 | 11 | +0 |
|  | 3.   | KSK Kaunas    | 5  | 6 | 2 | 1 | 3 | 10 | 13 | -3 |
|  | 4.   | Makabi Kaunas | 3  | 6 | 1 | 1 | 4 | 5  | 11 | -6 |

### Gruppo di Klaipeda
|  | Pos. | Squadra                    | Pt | G  | V | N | P | GF | GS | DR  |
|  | ---- | -------------------------- | -- | -- | - | - | - | -- | -- | --- |
|  | 1.   | Freya Klaipeda             | 17 | 10 | 8 | 1 | 1 | 27 | 13 | +14 |
|  | 2.   | Spielvereiningung Klaipeda | 15 | 10 | 7 | 1 | 2 | 36 | 15 | +21 |
|  | 3.   | MTV Silute                 | 11 | 10 | 5 | 1 | 4 | 26 | 22 | +4  |
|  | 4.   | Vorwarts Silute            | 8  | 10 | 3 | 2 | 5 | 14 | 18 | -4  |
|  | 5.   | VfR Klaipeda               | 6  | 10 | 3 | 0 | 7 | 9  | 30 | -21 |
|  | 6.   | Sportverein Klaipeda       | 3  | 10 | 1 | 1 | 8 | 8  | 22 | -14 |

### Gruppo di Šiauliai
|  | Pos. | Squadra           | Pt | G | V | N | P | GF | GS | DR  |
|  | ---- | ----------------- | -- | - | - | - | - | -- | -- | --- |
|  | 1.   | LFLS Siauliai     | 8  | 4 | 4 | 0 | 0 | 15 | 3  | +12 |
|  | 2.   | Ziezirba Siauliai | 4  | 4 | 2 | 0 | 2 | 4  | 10 | -6  |
|  | 3.   | Makabi Siauliai   | 0  | 4 | 0 | 0 | 4 | 2  | 8  | -6  |

## Finale
| Squadra 1    | Risultato | Squadra 2     |
| ------------ | --------- | ------------- |
| Kovas Kaunas | 2 - 0     | LFLS Siauliai |